# Montículos de Bottle Creek
Los Montículos de Bottle Creek es un sitio arqueológico propiedad y monitoreado por la Comisión Histórica de Alabama ubicado en una isla pantanosa baja dentro del delta del río Mobile-Tensaw al norte de Mobile, Alabama, Estados Unidos. Fue ocupado por los pueblos de la Cultura Pensacola, una variante de la Cultura Misisipiana y es el sitio misisipiano más grande de la costa central del Golfo. Fue designado como Hito Histórico Nacional el 10 de marzo de 1995, lo que lo convierte en uno de los dos únicos sitios de este tipo en Alabama (junto con el Sitio arqueológico de Moundville).

## Historia
El sitio fue ocupado entre 1250 y 1550, y sirvió como punto focal para la interacción con otras áreas de la cultura misisipiana a lo largo de la costa y el interior del sureste de los Estados Unidos. Se encuentra en Mound Island en el delta del río Mobile-Tensaw, al norte de la actual Mobile, e incluye 18 montículos de plataforma, el más alto 45 pies (13,7 m) de alto. Cinco de esos dieciocho montículos están puestos alrededor de la plaza central. Era el cacicazgo misisipiano más grande en la costa norte-central del Golfo. Es difícil llegar a pie; sin embargo, habría sido de fácil acceso en canoas, el principal medio de transporte de los pueblos de la región. Se encuentra cerca de la confluencia de los ríos Tombigbee y Alabama. Los arroyos se convierten en un laberinto de ramas y pantanos en la cabecera de la Bahía de Mobile. El sitio era un centro ceremonial para la gente de Pensacola, así como un centro social, político, religioso y comercial para la región del Delta del Mobile-Tensaw y de la costa central del Golfo.
El sitio de Bottle Creek se cartografió por primera vez en la década de 1880, pero su ubicación en el medio del delta, completamente rodeado por un pantano y oculto por inmensos cipreses, lo hacía inaccesible. Esto lo protegió de la mayoría de los saqueos que ocurrieron en sitios similares en el sureste. Era un centro ceremonial para la gente de LA Cultura Pensacola y servía como puerta de entrada a su sociedad a pesar de su ubicación aparentemente remota. Fue investigado profesionalmente por primera vez en 1932 cuando David L. DeJarnette, del Museo de Historia Natural de Alabama, comenzó su trabajo allí para determinar si el sitio tenía una relación cultural con Moundville, conectado al norte por un sistema fluvial. Fue incluido en el Registro Nacional de Lugares Históricos en 1974.

## Acceso
Debido a su ubicación remota, el sitio solo es accesible para los visitantes a través de recorridos en motos acuáticas que salen de Stockton, Alabama. Los recorridos salen todos los días y duran unas 4 horas en barco y de 6 a 8 horas en canoa o kayak. Los viajes consisten en una travesía hacia y desde Mound Island y discusiones interpretativas sobre los pueblos de la Cultura Misisipiana que vivían en Bottle Creek, incluido su deporte, comida, cultura y una visita a la cima del montículo más grande.